# Nothando Dube
Nothando Dube, được biết đến với tên Inkhosikati LaDube, (6 tháng 2 năm 1988  – 8 tháng 3 năm 2019) là thành viên của Nhà Dlamini với tư cách là vợ thứ mười hai của Vua Mswati III của Eswatini.

## Tiểu sử
Nothando Dube là cựu Miss Teen Swaziland. Dube đã theo học trường trung học Mater Dorolosa. Cô đã gặp Mswati III, vua của Eswatini, vào năm 2004 tại một bữa tiệc sinh nhật mà ông tổ chức cho một trong những đứa con của mình. Ông ấy đã chọn cô làm cô dâu mới của mình thông qua một điệu nhảy sậy, cùng với hàng ngàn phụ nữ Eswatini khác, biểu diễn tại Làng Hoàng gia Ludzidzini.

### Cuộc sống như một người phối ngẫu
Năm 2005, cô kết hôn với Mswati III, trở thành người vợ thứ mười hai của anh, khi cô mười sáu tuổi. Cô sinh ba đứa con. Năm 2010, cô đã ngoại tình với bộ trưởng tư pháp Ndumiso Mamba, và cô được cho là đang bị quản thúc tại gia. Cô đã nộp đơn khiếu nại lạm dụng và tra tấn dưới bàn tay của những người bảo vệ của nhà vua. Sau một năm bị quản thúc tại gia, cô bị trục xuất khỏi gia đình hoàng gia và không được gặp con.

### Tử vong
Cô qua đời vào ngày 8 tháng 3 năm 2019 tại một bệnh viện ở Nam Phi vì bệnh ung thư da. Cái chết của cô được Thống đốc Lusendvo Fakudze thông báo chính thức thông qua Dịch vụ Phát thanh và Thông tin Eswatini. Cô được chôn cất vào ngày 11 tháng 3 năm 2019.